# Ingreso total
En economía, los ingresos totales son todos los ingresos que recibe una empresa procedentes de la venta de sus productos o servicios.
Se calcula como el resultado de multiplicar el precio de venta por el número de unidades de productos vendidas. En microeconomía el precio es una función que depende de la cantidad vendida, lo que se expresa en la función inversa de la demanda. De esta manera la expresión anteriormente expuesta se puede expresar de la siguiente forma:
{\displaystyle IT(Q)=P(Q)\times Q}, en la que el ingreso resulta una función dependiente de la cantidad producida por la empresa.
El beneficio económico se calcula a partir de la diferencia entre el ingreso total y el coste total de la empresa.